# کارین اوبرهوفر
کارین اوبرهوفر (انگلیسی: Karin Oberhofer؛ زادهٔ ۳ نوامبر ۱۹۸۵) از برندگان مدال‌های بازی‌های المپیک زمستانی و ورزشکار دوگانه اهل ایتالیا است. اوبرهوفر در مسابقات قهرمانی جهان بیاتلون 2013 موفق به کسب مدال برنز در رقابت‌های دوگانه 6×4 کیلومتر شد.  
او همچنین در المپیک زمستانی 2010 شرکت کرد و در رقابت Relay به مقام یازدهم دست یافت. در المپیک زمستانی 2014 که در سوچی، روسیه برگزار شد، او به همراه دوروتیا ویریر، دومینیک ویندیش و لوکاس هوفر در رقابت‌های دوگانه مختلط موفق به کسب مدال برنز شد.